# Julián Uribe Cadavid
Julián Uribe Cadavid (Salgar, 13 de junio de 1903-Medellín, 2 de agosto de 1984) fue un jurista y político colombiano que se desempeñó, entre otros cargos, como Gobernador encargado de Antioquia. 
Bachiller de los jesuitas de Medellín, estudió Derecho en las universidades de Antioquia y Nacional, en Bogotá. Desempeñó los cargos de Concejal de Medellín, Diputado a la Asamblea de Antioquia (organización que presidió en 1941 y 1943), Gobernador encargado del Departamento de Antioquia, Representante a la Cámara, Senador de la República de Colombia (1962-1963), y presidente de esa corporación legislativa en 1963, Decano de la Facultad de Derecho de la Universidad de Antioquia en dos oportunidades y magistrado de la Sala Civil de la Corte Suprema de Justicia de Colombia (1963-1965). Fue miembro de la Academia Colombiana de Jurisprudencia, profesor de derecho civil y derecho canónico y hermano del dirigente político, gremial y empresarial José Vicente Uribe Cadavid.